# Friedrich Karl August Seeger
Friedrich Karl August Seeger (* 11. November 1798 in Neuenbürg; † 26. Juni 1868 in Stuttgart) war ein deutscher Jurist und Politiker.

## Leben
Als Sohn des Oberamtmannes von Neuenbürg Johann Gottlob Christoph von Seeger geboren, studierte Friedrich Seeger nach dem Besuch der Lateinschule in Neuenbürg und in Esslingen am Neckar (das heutige Georgii-Gymnasium) sowie der Evangelisch-Theologischen Seminare in Schöntal und Maulbronn als Stiftler Evangelische Theologie in Tübingen, dann von 1817 bis 1820 Rechtswissenschaften in Tübingen und Heidelberg. Während seines Studiums wurde er 1817 Mitglied der Alten Tübinger Burschenschaft Arminia und 1818 der Burschenschaft Germania Tübingen. 1820 wurde er in Tübingen zum Dr. iur. promoviert. Ab 1823 war er als Rechtsanwalt in Tübingen und Stuttgart tätig, ab 1832 als Obertribunalprokurator in Stuttgart. Von 1844 bis 1848 war er Abgeordneter des Württembergischen Landtags. 1848 war er Abgeordneter des Vorparlaments in Frankfurt am Main. 1824 war er Mitgründer und Vorsitzender des Stuttgarter Liederkranzes.
Sein Sohn Alfred starb 1867.